# 西古瀬戸町
西古瀬戸町（にしこせとちょう）は、愛知県瀬戸市古瀬戸連区の町名。丁番を持たない単独町名である。

## 地理
- 瀬戸市の中央部に位置する[8]。南・西を古瀬戸町、北を紺屋田町・馬ケ城町、東を東古瀬戸町と隣接している[8]。
- 窯業原料の工場や住宅が混在している[8]。

### 河川
- 瀬戸川 ： 紺屋田川と古瀬戸川が合流する地点を源流として、町の西端、古瀬戸町との町境付近を南流している。
- 紺屋田川（瀬戸川支流） ： 町の北端、紺屋田町との町境付近を西流し、町の西部で古瀬戸川と合流する。
- 古瀬戸川（瀬戸川支流） ： 町の中央部を西流し、町の西部で紺屋田川と合流する。
- 拝戸川（瀬戸川支流） ： 町の南端、古瀬戸町との町境付近を西流し、町の南西端で瀬戸川に注ぎ込んでいる。

- 紺屋田川（西古瀬戸町・紺屋田町境）
- 古瀬戸川（西古瀬戸町内）
- 紺屋田川と古瀬戸川の合流点[注釈 1]
- 拝戸川（西古瀬戸町・古瀬戸町境）
- 瀬戸川と拝戸川の合流点

### 学区
市立小・中学校に通う場合、学区は以下の通りとなる。また、公立高等学校普通科に通う場合の学区は以下の通りとなる。
| 番・番地等 | 小学校                 | 中学校                 | 高等学校 |
| ---------- | ---------------------- | ---------------------- | -------- |
| 全域       | 瀬戸市立にじの丘小学校 | 瀬戸市立にじの丘中学校 | 尾張学区 |

## 歴史

### 町名の由来
明治時代の瀬戸村の中で最も古くからあったこの集落に｢古｣の字を冠して「古瀬戸」と呼ぶようになり、その集落の西部にあることから名付けられたと推察される。

### 沿革
- 1942年（昭和17年） - 瀬戸市大字瀬戸字古瀬戸・紺屋田の各一部により、同市西古瀬戸町として成立[2]。

## 世帯数と人口
2025年（令和7年）2月1日現在の世帯数と人口は以下の通りである。
| 町丁       | 世帯数 | 人口 |
| ---------- | ------ | ---- |
| 西古瀬戸町 | 24世帯 | 42人 |

### 人口の変遷
国勢調査による人口の推移
| 1995年（平成7年）  | 140人 | [ 12 ] |  |
| 2000年（平成12年） | 111人 | [ 13 ] |  |
| 2005年（平成17年） | 85人  | [ 14 ] |  |
| 2010年（平成22年） | 68人  | [ 15 ] |  |
| 2015年（平成27年） | 59人  | [ 16 ] |  |
| 2020年（令和2年）  | 51人  | [ 17 ] |  |

### 世帯数の変遷
国勢調査による世帯数の推移。
| 1995年（平成7年）  | 57世帯 | [ 12 ] |  |
| 2000年（平成12年） | 48世帯 | [ 13 ] |  |
| 2005年（平成17年） | 35世帯 | [ 14 ] |  |
| 2010年（平成22年） | 28世帯 | [ 15 ] |  |
| 2015年（平成27年） | 23世帯 | [ 16 ] |  |
| 2020年（令和2年）  | 21世帯 | [ 17 ] |  |

## 交通

### 鉄道
町内に鉄道は走っていない。最寄り駅は、名鉄瀬戸線尾張瀬戸駅になる。

### バス
名鉄バス「しなの線（瀬戸北線）」
- 【1】【1H】【2】【2H】【3】【4】瀬戸駅前 - 古瀬戸 - しなのバスセンター - 上品野 系統 ： 古瀬戸バス停・紺屋田バス停（いずれも品野方面乗り場）

- 古瀬戸バス停
- 紺屋田バス停

### 道路
国道248号・国道363号（重複区間） ：  町の東端部、東古瀬戸町との境界部を南北に通っている。
- 国道248号標識（西古瀬戸町内）

## 施設
- 瀬戸市消防団 古瀬戸分団 ： 古瀬戸連区のほとんどの地域を分団の区域としている[18]。
- 有限会社 高松園製陶所 ： ヨーロッパ調の白磁を製造・販売している[19]。転写紙を用いた白磁の絵付け体験もできる[19]。

- 瀬戸市消防団 古瀬戸分団
- 有限会社 高松園製陶所

## その他

### 日本郵便
- 郵便番号 : 489-0036[6]（集配局：瀬戸郵便局[20]）。